# Ребиндер, Пётр Александрович
Пётр Алекса́ндрович Ре́биндер (3 октября 1898, Санкт-Петербург — 12 июля 1972, Москва) — русский и советский физико-химик, академик АН СССР (1946), Герой Социалистического Труда (1968), получивший международное признание как первооткрыватель «эффекта Ребиндера».

## Биография
Родился 3 октября 1898 года в Санкт-Петербурге в дворянской семье. Предки по отцовской линии происходили из остзейских немцев Лифляндской губернии, в XIX веке перешедших из лютеранской веры в православную. Прадед учёного — Павел Максимович Ребиндер (1803–1866) был известным юристом. Отец — Александр Михайлович Ребиндер. Мать — Анна Петровна Ребиндер, урождённая Халютина, имела русские корни. В 1924 году окончил физико-математический факультет МГУ. С 1929 года профессор Московского педагогического института имени К. Либкнехта. В 1922—1925 гг. преподаватель рабфака имени Артёма при Московской горной академии. 1 февраля 1933 года был избран членом-корреспондентом АН СССР по Отделению математических и естественных наук. С 1934 по 1972 год возглавлял созданные им лабораторию, затем отдел дисперсных систем Коллоидо-электрохимического института (с 1945 года Институт физической химии) АН СССР (ИФХАН).
В 1940—1941 гг. заведовал кафедрой физической химии Московского химико-технологического института им. Д. И. Менделеева.
В 1942 году он одновременно был назначен заведующим кафедрой коллоидной химии МГУ. 30 ноября 1946 года избран академиком АН СССР по Отделению химических наук (физическая и коллоидная химия).
В 1958 году создал и возглавил Научный совет АН СССР по проблемам коллоидной химии и физико-химической механики. В 1959 году организовал в ИФХАН отдел полимеров. В 1967 году избран Председателем Национального комитета СССР при Международном комитете по поверхностно-активным веществам. С 1968 года — главный редактор «Коллоидного журнала».
Умер Пётр Александрович 12 июля 1972 года. Похоронен на кладбище села Луцино Одинцовского района Московской области.

## Научная деятельность
Пётр Александрович опубликовал более 500 научных трудов. На основе его теоретических разработок были созданы такие новые материалы, как металлокерамика, различные виды искусственной кожи, сверхпрочный цемент.
В 1928 году он открыл эффект адсорбционного понижения прочности твёрдых тел, получившего в советской научной литературе наименование «Эффекта Ребиндера». Это открытие положило начало новой области знания — физико-химической механики. Им было введено в науку понятие о поверхностной активности, как о строгой термодинамической характеристике поверхностно-активных веществ.
В годы Великой Отечественной войны научная деятельность Петра Александровича была связана с укреплением боеспособности Советской Армии. П. А. Ребиндер разработал рецептуру самовоспламеняющейся жидкости, применявшейся для борьбы с танками противника. Он также руководил группой учёных, разработавших новый тип машинной смазки для бронетехники, которая не затвердевала и не густела на морозе. Ребиндер научно обосновал рецептуры пенообразователей, которые в результате постепенного нарастания структурной вязкости и механической прочности пленок давали пены любой стойкости, что находило широкое применение на фронте и в промышленности. Находили применение на фронте также приготовляемые по рецептурам Ребиндера различные липкие составы, препараты против запотевания стекол противогазов при низких температурах.

## П. А. Ребиндер и филателия
Пётр Александрович был одним из инициаторов проведения в Москве в 1957 году Международной филателистической выставки в рамках VI Всемирного фестиваля молодёжи и студентов, а также создания Московского городского общества филателистов. Входил в первый состав редакционной коллегии журнала «Филателия СССР». В апреле 1966 года первым в нашей стране удостоился звания Почётный член ВОФ.

## Память
- К 70-летию со дня рождения П. А. Ребиндера Киевским институтом инженеров гражданской авиации отчеканена настольная медаль (бронза, диаметр 100 мм, вес 630 гр, скульптор и резчик — Кошевой).
- К 75-летию со дня рождения П. А. Ребиндера Министерство связи СССР выпустило художественный маркированный конверт.
- В 1995 году Российской академией наук учреждена премия имени П. А. Ребиндера.
- Мемориальная доска установлена в здании химического факультета МГУ, на кафедре коллоидной химии.

## Награды и премии
- Герой Социалистического Труда (2 октября 1968)
- Два ордена Ленина (27 марта 1954; 2 октября 1968)
- орден Отечественной войны I степени (10 июня 1945)
- орден Трудового Красного Знамени (2 октября 1958)
- Сталинская премия II степени (10 апреля 1942) — за научные работы: «Значение физико-химических процессов при механическом разрушении и обработке твердых тел в технике», опубликованную в конце 1940 года, и «Облегчение деформаций металлических монокристаллов вод влиянием адсорбции поверхностно-активных веществ», опубликованный в 1941 году
- Премия имени А. Н. Баха (АН СССР, 1953)
- Премия Президиума АН СССР (1955)
- Премия Совета Министров СССР (1969)
- Ломоносовская премия (1972)
- Почётный член ВОФ (1966)